# ザレウコス

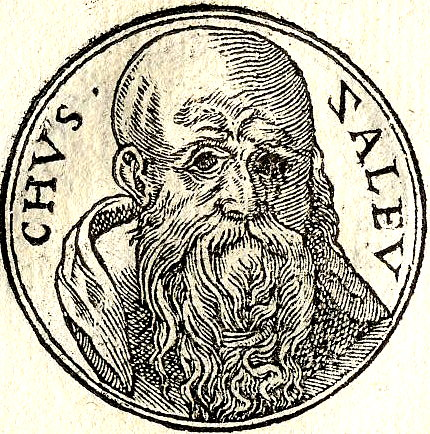
ザレウコス（Promptuarii Iconum Insigniorum）

ザレウコス（古希：Ζάλευκος、英：Zaleucus）は、紀元前7世紀中頃に活躍したイタリア南部ギリシア植民市ロクリスの立法者。古代ギリシア最古の成文法であるロクリス法（the Locrian Code）を成立させた人物であるとされている。

## ロクリス法
ロクリス法は「目には目を」の同害報復の原則に基づいた非常に厳しいものであり、罰金があらかじめ決められていた。贅沢も取り締まられ、娼婦でない限り派手な服装や宝石を身につけてはならないとされた。国制においては、この法は貴族政を支持していたが、ザレウコスは社会的衝突の調停者としても有名であった。
ザレウコスは両目を潰すことによって姦通罪を罰した。彼の息子がこの刑罰に処された時、ザレウコスは息子を無罪放免にすることを許さなかった。その代わり、両目ではなく、片目だけ潰すことにした。
評議会に武装して入ることを禁じたのもザレウコスである。伝説によれば、緊急時にザレウコスは武装して評議会に赴いたが、この法律を思い出し、剣をその場に落としたとされている。
ザレウコスはまた、法律が簡単に操作されないように、厳重な守りを施した。新法案や法改正を提案した者は、縄を首に巻いた状態で民会に現れなければならなかった。もし民会が新法案や法改正を否決すれば、提案者は即座に首を絞められ、死刑に処された。デモステネスによれば、この制度によってロクリス法は200年以上も法改正されなかった。